# Heldenlied
Ein Heldenlied ist eine kurze epische Dichtung in Versen, in deren Mittelpunkt eine Figur des heroischen Zeitalters steht. Heldenlieder sind in den meisten Kulturen die früheste poetische Form der Heldensage. Aus ihnen erwuchsen die Großepen des Mittelalters. Sie sind generell anonym, gehören noch einer Phase mündlicher Überlieferung an und sind meist nur bruchstückhaft oder als Teil späterer Großepen schriftlich überliefert.

## Das germanische Heldenlied
Im germanischen Kulturkreis ist das Heldenlied im 5. bis 8. Jahrhundert als hoch komprimierte epische Dichtform ausgeprägt worden. Die Heldenlieder wurden an den germanischen Fürstenhöfen von Sängern auswendig vorgetragen und in der Regel nicht aufgezeichnet. Das einzige überlieferte althochdeutsche Heldenlied ist das stabreimende Hildebrandslied. Auch das altnordische Atlilied und das altenglische Finnsburglied gelten als typische Vertreter des germanischen Heldenlieds. Viele andere Lieder sind verloren gegangen, aber ihre ehemalige Existenz ist in Einzelfällen durch Hinweise in der lateinischen historiographischen Literatur zu erschließen.
Kaiser Karl der Große ließ laut Einhards Vita Karoli Magni, Kap. 29, „barbarische (d. h. germanische) und sehr alte Heldenlieder“, in welchen die Taten und Kriege alter Könige besungen wurden, aufschreiben. Außer bei Einhard ist diese offenbar zu Karls Privatgebrauch angefertigte Sammlung jedoch nirgends belegt. Wenn es sie also überhaupt gegeben hat, dann wird sie irgendwann zusammen mit dem Privatarchiv der karolingischen Kaiser untergegangen sein. Karls Sohn Ludwig der Fromme ist in der Neuzeit zu Unrecht für den Verlust der Heldenliedersammlung seines Vaters verantwortlich gemacht worden. Tatsächlich gibt es aber keinen Beleg dafür, dass Ludwig der Fromme irgendwelche Schriften hätte vernichten lassen.
Das Jüngere Hildebrandslied wird nicht als Heldenlied, sondern als Heldenzeitlied bezeichnet. Die Erwartungen des Publikums hatten sich geändert, weshalb es einen versöhnlichen Ausgang gibt. Noch wird von Helden berichtet. Doch dieser Hildebrand ist einem höfisch-christlichen Menschenbild näher. Er lässt sich gefangen nehmen und zur Frau führen. Die neuzeitliche Weiterentwicklung der Dichtform führte zur Ballade.

## Einzelbelege
1. ↑  Andreas Heusler: Lied und Epos in germanischer Sagendichtung. Dortmund 1905 (Nachdruck: Darmstadt 1956)